# Peter Gardner
Peter Gardner (Peter John Gardner; * 5. Januar 1925 in Glen Huntly, Victoria; † 15. Februar 1996) war ein australischer Hürdenläufer, der sich auf die 110-Meter-Distanz spezialisiert hatte.
Bei den Olympischen Spielen 1948 in London wurde er Fünfter. 1950 siegte er bei den British Empire Games in Auckland über 120 Yards Hürden.
1949 wurde er Australischer Meister über 120 Yards Hürden. Seine persönliche Bestzeit von 14,1 s über diese Distanz stellte er am 29. Januar 1949 in Melbourne auf.